# Бандитский Петербург. Фильм 4. Арестант
«Бандитский Петербург. Фильм 4. Арестант» — российский мини-сериал. Премьера состоялась 31 марта 2003 года на НТВ.

## В ролях
- Александр Домогаров — криминальный журналист Андрей Викторович Обнорский («Серёгин») (1—2, 5—7 серии) (арестован в 7-й серии)
- Лев Борисов — Виктор Павлович Говоров («Антибиотик»), криминальный авторитет, вор в законе
- Анна Самохина — Екатерина Дмитриевна Званцева-Гончарова, бывшая жена Олега Званцева (1—5, 7 серии)

### Роли второго плана
- Александр Романцов — Николай Иванович Наумов, директор банка «Инвест-перспектива»  (2—7 серии)
- Юрий Цурило — Роман Константинович Семёнов, бывший офицер специальных служб секретного отдела ЦК КПСС, глава агентства «Консультант» (3—7 серии)
- Евгений Сидихин — начальник 15-го отдела РУОП, подполковник милиции Никита Никитич Кудасов (2—3, 6—7 серии)
- Александр Блок — Валерий Станиславович Ледогоров (Валера «Бабуин»), бандит (1—2, 5—7 серии)
- Сергей Власов — Валентин Кравцов, сотрудник агентства «Консультант», помощник Семёнова (3—6 серии)
- Александр Чевычелов — Борис, бывший военный врач, друг Обнорского (1 серия)
- Армен Джигарханян — Гиви Чвирхадзе («Гурген»), московский криминальный авторитет (3, 4, 6 серии) (убит в 6-й серии Бражником)
- Арташес Алексанян — Ираклий, бандит, подручный Гургена (3, 4, 6 серии) (убит в 6-й серии Бражником)
- Наталья Круглова — массажистка Карина (2, 5 серии) (отравлена в 5-й серии Валерой «Бабуином») (жена Андрея Константинова в реальной жизни)
- Сергей Лысов — полковник милиции Павел Сергеевич Тихорецкий, 1-й заместитель начальника ГУВД по Санкт-Петербургу и Ленинградской области (5—7 серии)
- Владимир Амиров — Резо, бандит, подручный Гургена (3—4 серии) (сброшен с лестницы Дитером Фогельзангом в 4-й серии)
- Александр Саюталин — Александр Берг, сотрудник агентства «Консультант» (3—4 серии) (арестован в Германии)
- Анатолий Худолеев — майор милиции Виктор Фёдорович Чайковский, старший оперуполномоченный (5—7 серии)
- Николай Мартон — Дитер Фогельзанг, адвокат и поверенный Званцевой-Гончаровой (3—4 серии) (нечаянно убит сотрудниками агентства «Консультант» в 4-й серии)
- Александр Сластин — Вадим Петрович Гончаров, он же Аарон Даллет, бывший муж Екатерины Званцевой-Гончаровой (4 серия) (убит в 4-й серии «Резо»)

### Озвучивание
- Игорь Шибанов — Виктор Павлович Говоров («Антибиотик») (сам Лев Борисов не смог озвучивать свою роль из-за конфликта с продюсерами[2][3])
- Валерий Кухарешин — озвучка, текст за кадром
- Алексей Полуян — Илья «Счётчик» (роль Сергея Горбунова)
- Анна Геллер — врач (роль Хелены Горбуновой)
- Сергей Дьячков — заключенный в СИЗО (роль Анатолия Кондюбова)
- Игорь Добряков — заключенный в СИЗО (роль Игоря Павлова)
- Станислав Стрелков — Виктор Ильич, человек Наумова (роль Геннадия Залогина)

## Съёмочная группа
- Авторы сценария:
  - Владимир Вардунас
  - Игорь Агеев
  - Андрей Константинов (роман)
- Постановка:
  - Андрей Бенкендорф
  - Владислав Фурман
- Оператор-постановщик: Валерий Мюльгаут
- Художник-постановщик: Юрий Пашигорев
- Композитор: Игорь Корнелюк
- Звукорежиссёр: Михаил Викторов
- Монтаж:
  - Мария Амосова
  - Александр Зарецкий
- Художник-гример: Елена Козлова
- Художник по костюму: Татьяна Дорожкина
- Режиссёр: Сергей Макаричев
- Оператор: Александр Богданчиков
- Редактор: Фрижета Гукасян
- Подбор актёров: Константин Виссарионов
- Постановщик трюков: Сергей Головкин
- Исполнительный продюсер: Владимир Бортко, Георгий Мауткин
- Продюсер: Владимир Досталь

## Краткое содержание
По мотивам произведения Андрея Константинова «Арестант».

### Первая серия
Сюжет начинается с событий одного из последних дней третьей части сериала. В декабре 1993 года журналист Андрей Обнорский, публикующийся под псевдонимом Серёгин, едет на дачу погибшего киллера Кораблёва, где сталкивается с Катей, узнавая, что эта Катя - настоящая, а Рахиль Даллет - совсем другой человек. Сюда же прибывают несколько бандитов «Антибиотика». В перестрелке Катю ранят в ногу, но Андрею удаётся донести её до автомобиля «ГАЗ-24», принадлежащего Кате. Андрей, отстреливаясь, покидает с Катей дом Кораблёва по заснеженной сельской дороге. К погоне подключается вторая группа бандитов. В ходе погони Андрей совершает увёртливый манёвр, и джипы бандитов сталкиваются. Андрей с Катей укрываются в одном из заброшенных дачных домов на протяжении двух дней и ночей. В доме Андрей собственноручно извлекает пулю из ноги Кати. В это время от «Антибиотика» в поселок прибывают на поиски ещё несколько бандитов. Днём Андрей, спасаясь от стремительного преследования бандитов, тащит Катю на себе через заснеженный лес к трассе. Там он ловит проезжавший мимо «КамАЗ».
Андрей привозит Катю на квартиру к своему другу Борису, военному медику. Тот делает Кате переливание крови. Донором выступает сам Андрей. В связи с тем, что «Антибиотик» решил разведывать все больницы на наличие в палатах людей с огнестрельными ранениями, Андрей принимает решение оставить Екатерину на время в доме Бориса. Но тем не менее Андрея находят люди «Антибиотика». Они под видом сотрудников частного охранного агентства узнают от него о событиях в дачном посёлке в ту ночь и отпускают. Катя понимает, что за Андреем следят. Пожив некоторое время у друга, Катя, спасаясь от «щупалец» «Антибиотика», улетает в Стокгольм.

### Вторая серия
Май 1994-го. Серёгин, прилетевший в Стокгольм после лечения к Екатерине Званцевой, едет с ней в её шикарный особняк. Они постепенно привыкают друг к другу. На следующий день Серёгин посещает стоматологическую клинику, где ему вставляют зубы.
Пока Серёгин отъедается в Катином особняке, в Питере «Антибиотика» выпускают из «Крестов» под подписку о невыезде. Дело против него фактически развалено. Кудасов ещё не знает, что его нынешний начальник, полковник Тихорецкий, связан с криминалом ещё больше и теснее, чем арестованный Ващанов. «Антибиотика» встречает братва во главе с Валерой «Бабуином» и любовница Карина. «Бабуин» за стаканом вина докладывает, что за время отсутствия хозяина часть «братвы» решила отколоться и отказывается платить. Начинаются кровавые разборки, которые затем встревожат не только милицейское начальство. «Антибиотику» звонит некто Наумов Николай Иванович и приглашает на встречу. Именно он, Наумов, заурядный директор заурядного банка «Инвестперспектива», когда-то сделал Виктора Павловича тем, кем он стал в криминальном мире Петербурга. На самом деле Николай Иванович является едва ли не самым влиятельным человеком во всём Санкт-Петербурге, крепко контролируя все мафиозные структуры. Наумов отчитывает «Антибиотика» за учинённый беспредел и откровенную слабость, а тот вспоминает о Екатерине Званцевой и её погибшем муже Вадиме Петровиче Гончарове. «Антибиотик» заявляет, что «нароет её и Серёгина» из-под земли. Наумов, узнав от Антибиотика подробности событий первых трёх частей сериала, решает включиться в игру и сам хочет добыть Катю, указав Антибиотику на недопустимость очередного беспредела.
Тем временем Серёгин в порыве ностальгии возвращается в Питер.

### Третья серия
В Москве старый знакомый Обнорского Роман Константинович Семёнов (он же полковник Сектрис) возглавляет некую фирму «Консультант». Он 20 лет проработал в секретном отделе ЦК КПСС, который занимался вопросами коррупции в самых высших эшелонах власти. Семёнов вызывает своего помощника Валентина Кравцова и рассказывает ему о 60 миллионах долларов США, переведённых в 1988 году в Швейцарию. Кравцов с двумя помощниками вылетает в Германию, чтобы узнать, каким образом с засекреченного счёта покойного Вадима Гончарова деньги ушли в другую страну. Следом за Кравцовым в Дюссельдорф следующим авиарейсом вылетают люди вора в законе Гургена, которые в самом аэропорту сидели у них «на хвосте». У Гургена в агентстве «Консультант» случайно оказался свой человек-стукач, сам же Гурген прекрасно помнил, что именно Гончаров был причастен к исчезновению нескольких миллионов долларов, которые пытались за 6 лет до этого выбить братки из Кати. Туда же по звонку своего управляющего делами Дитера Фёгельзанга из Швеции вылетает Катя.
В выпуске питерских новостей Никита Никитич Кудасов видит интервью, взятое у выпущенного из «Крестов» «Антибиотика». Кудасов незамедлительно звонит Серёгину и предупреждает его о вышедшем на свободу «Антибиотике». Оба встречаются дома у Серёгина. Кудасов даёт Серёгину совет соблюдать меры предосторожности при нахождении в собственной квартире. Однако Наумов узнаёт о том, что Серёгин в Питере.
На следующий день Серёгин едет на работу. За ним прямо от дома увязывается неизвестный автомобиль, который следует за ним до самого места работы. Затем его подрезают на машине трое мужчин, просят Серёгина проехать с ними, предъявляя при этом липовые удостоверения сотрудников Федеральной службы контрразведки. «Контрразведчики» привозят Серёгина к Наумову. Тот рассказывает ему о тех 60 миллионах долларов, «которыми незаконно распоряжается Екатерина Званцева», и даёт поручение Серёгину — немедленно вылететь к Кате в Стокгольм, дав уже купленный авиабилет. Серёгин соглашается…

### Четвёртая серия
Обнорский прилетает в Стокгольм. Там его встречает человек Наумова. Этот человек везёт Обнорского к Кате, предупреждая: «Мы — серьёзные люди, и вам нужно обойтись без хитростей и глупостей». Также человек Наумова отбирает у Обнорского паспорт. Андрей пытается изо всех сил объяснить Кате, что у него к ней срочное и серьёзное дело, но та, не желая ничего слушать, говорит о том, что «всё завтра», а сама тянет его заняться любовью. Утром Обнорский просыпается в одиночестве — Катя улетела в Дюссельдорф. В Германии Катю встречают Дитер Фогельзанг и… «воскресший» первый муж Вадим Гончаров, инсценировавший свою смерть шесть лет назад. Людей Кравцова, следивших за Гончаровым, берут по ложной наводке людей Гургена как русских террористов, готовящих теракт, с помощью полиции. Пробравшись из банка с 1 миллионом долларов в местный торговый центр, Гончаров попадает в перестрелку с людьми Гургена и погибает от руки Резо. Кравцов и его помощники захватывают деньги и Дитера, желая узнать от него местонахождение Кати — только она теперь может распоряжаться счётом в 60 миллионов долларов США. Не получив от Дитера согласия идти на контакт, кравцовцы вкалывают ему «сыворотку правды». Дитер начинает откровенничать, но в самый нужный момент умирает. Тело мёртвого Дитера сбрасывают в реку.
Обнорский возвращается к Наумову. Тот его отчитывает, предупреждает ещё раз и даёт второй шанс.

### Пятая серия
Катя по телефону сообщает Андрею о гибели Вадима. Андрей, в свою очередь, наставляет Катю уехать за границу под чужим именем, так как любой переезд под именем Рахиль Даллет или Екатерины Званцевой — смерть. Разговор прослушивает Наумов и вместе со своими людьми выезжает к нему. Андрей напивается и уже пьяным с непониманием говорит с людьми, проникшими в его квартиру путем взлома хилой двери.
Старшего оперуполномоченного уголовного розыска майора Виктора Чайковского приглашает к себе полковник Тихорецкий — первый заместитель начальника ГУВД. В неофициальной обстановке (пригласив Виктора Фёдоровича к себе домой) он предлагает Чайковскому как следует поработать и закрыть «зарвавшегося» журналиста Серёгина-Обнорского. Тем временем «Антибиотик» находит свою любовницу Карину мёртвой в постели с одним из своих телохранителей — оба отравились вином, предназначенным для Виктора Палыча. Его «правая рука» Валера «Бабуин» (занявший место погибшего «Черепа»), сам подсыпавший яд, намекает на милицейский беспредел. Испуганный «Антибиотик» мчится к Наумову и предлагает убрать Кудасова, а перед этим своей «правой руке» предлагает «обратиться на Литейный, 4». Получив от Наумова согласие, Виктор Палыч направляет «Бабуина» в Ростов-на-Дону к киллеру Гене «Фотографу».
Между тем Андрей в предвидении скорой смерти напивается до покраснения глаз и, уже не видя под окнами слежки, решается выйти за продуктами. Тем временем Наумов в разговоре со своим водителем намекает, что Серёгина закрывают не из мести, а для сохранности, так как на зоне он обязательно останется в живых.
Полковник Семёнов через генерала КГБ Петра Захаровича узнаёт об интересе Наумова к 60 млн. долларов и выходит на него. Параллельно люди Семёнова вычисляют и убивают стукача в фирме, Игоря Соловьёва, представив всё в виде несчастного случая.

### Шестая серия
Сентябрь 1994 года. В Москве по приказу Семёнова убиты авторитет в законе Гурген и его приближённый Ираклий. Киллер стрелял с чердака девятиэтажного дома. В связи с убийством Гургена Семёнов и Наумов надеются, что Рахиль Даллет теперь будет безопасно искать.
В Питере майор Чайковский занимается подготовкой к аресту Серёгина и приглашает на допрос его коллегу Батонова, шантажируя последнего и выбивая показания о том, что Серёгин якобы торгует наркотиками.
При подготовке покушения на Кудасова, организовывающий хату Гене киллеру вор «Шуруп», всегда бывший против преступлений, посылает анонимку в редакцию Серёгину. Серёгин звонит Кудасову и договаривается с ним о завтрашней встрече в 07:30 утра.
Следующим утром киллер (напарник «Шурупа») идёт выполнять задание на последний этаж стройки напротив дома Кудасова. Кудасов с Серёгиным выходят из подъезда и идут к автомобилю, обсуждая записку. Кудасов садится в свой автомобиль, и в этот момент Серёгин видит яркий блик из окна недостроенного дома и окликает Кудасова. Киллер открывает стрельбу, но Серёгину удаётся подхватить падающего из автомобиля Кудасова. Киллер с «Шурупом» тут же покидают место покушения на своём «Москвиче-2140». Подполковник Кудасов с огнестрельным ранением попадает в больницу. К нему приставляют охранников. Серёгин в клинике от врача узнаёт, что состояние Кудасова тяжёлое, но стабильное.
В беседе с Тихорецким Чайковский, живущий по принципу «я подл, но в меру», отказывается подбрасывать Серёгину наркотики. Тогда к делу подключают мелкого бандита «Берёзу», знавшего Серёгина по занятиям спортом. «Берёза» наведывается к «Антибиотику», который даёт ему указание очернить Серёгина. «Берёза» встречается с Серёгиным у двери его подъезда. Они поднимаются к Серёгину в квартиру и принимаются пьянствовать. Когда Серёгин засыпает за столом, «Берёза» оставляет у него в квартире «ствол». А наутро к проснувшемуся Серёгину приходит Чайковский с ордером на обыски, приглашая понятых, начинает с участковым осмотр квартиры.

### Седьмая серия
Чайковский с напарником начинают обыск в квартире Серёгина. Неожиданно напарник Чайковского находит под ванной модную мужскую сумочку с пистолетом, которую Серёгину подбросил «Берёза». Серёгина, который всячески защищается от обвинения в незаконном хранении огнестрельного оружия, арестовывают и помещают в «Кресты». Заметая следы, бандиты убивают «Шурупа» и «Берёзу». «Шурупа» душат, а «Березу» расстреливают из автомата на улице.
Начальник ГУВД генерал Лактионов даёт пресс-конференцию по задержанию журналиста Серёгина. Наумов решает поместить Серёгина в специальную камеру, в которой содержат бывших милиционеров. В «Крестах» Серёгин знакомится с арабом Саидом, попавшим сюда из-за милицейского произвола, и помогает ему выбраться. В благодарность богатая семья араба готова помочь Серёгину разыскать Катю.
К Серёгину в «Кресты» приходит следователь. Он пытается склонить Серёгина к признанию. Получив отказ, следователь заявляет, что Обнорский получит три года колонии. Между тем Серёгина в тюрьме посещает выписанный из клиники после покушения Кудасов. Ему Серёгин рассказывает о Чайковском и Наумове. Вскоре над Серёгиным совершается суд. Как и предвещал следователь, Андрея приговаривают к 3 годам лишения свободы.
Одно из детективных агентств Нью-Йорка выходит на Екатерину Званцеву. Катя едет в автомобиле по ночному шумному Нью-Йорку в сторону тоннеля с бензоколонкой. Там её машину блокирует машина детективов. Детектив применяет психологический приём: приглашая Катю на чашечку кофе, он держит в руке журнал с изображением Серёгина.
Декабрь 1994 года. Спецэшелоном № 935 Серёгина доставляют в исправительную колонию ИК-349/13 под Нижним Тагилом. На раздаче Обнорский делает замечание заключенному Александру Звереву за то, что тот прошёл без очереди. За Зверева вступаются друзья. На шум прибегает конвоир. Упавший Обнорский отвечает ему, что «поскользнулся».